# Simulació de fluids

Simulació

La simulació de fluids és una eina cada vegada més popular en gràfics per computadora per generar animacions realistes d'aigua, fum, explosions, i fenòmens relacionats. Les animacions de fluids se centren normalment a emular el comportament visual qualitatiu d'un fluid, amb menys èmfasi en els resultats físics rigorosament correctes, tot i que sovint encara es basen en solucions aproximades de les equacions d'Euler o les equacions de Navier-Stokes que regeixen la física dels fluids real. L'animació de fluids es pot realitzar amb diferents nivells de complexitat, és a dir, des d'animacions de gran qualitat per a pel·lícules o efectes visuals, fins a animacions senzilles i ràpides per a animacions en temps real com els jocs d'ordinador.

## Relació amb la dinàmica de fluids computacional
L'animació de fluids difereix de la dinàmica de fluids computacional (CFD) en què l'animació de fluids s'utilitza principalment per a efectes visuals, mentre que la dinàmica de fluids computacional s'utilitza per estudiar el comportament dels fluids d'una manera científicament rigorosa. Existeixen diverses tècniques competents per a la simulació de líquids amb una varietat d'avantatges i desavantatges. Aquests mètodes es van originar en la comunitat que estudia Mecànica de fluids computacional, i han estat contínuament adoptats per professionals en gràfics. La diferència clau en la creació de gràfics en què els resultats únicament necessiten ser plausibles. Això és, si un observador humà és incapaç d'identificar per inspecció si una animació donada és físicament correcta, els resultats són suficients, mentre que en física, enginyeria, o matemàtiques, són necessàries mesures més rigoroses d'errors.

## Desenvolupament

Simulació de dos fluids amb viscositats diferents

El desenvolupament de tècniques d'animació de fluids basades en les equacions de Navier-Stokes va començar l'any 1996, quan Nick Foster i Dimitris Metaxas van implementar solucions a les equacions de Navier-Stokes en 3D en un context de gràfics per ordinador, basant el seu treball en un document científic CFD de Harlow. i Welch de 1965. Fins a aquest moment, s'havien utilitzat principalment una varietat de mètodes més senzills, inclosos sistemes de partícules ad-hoc, tècniques de dimensions inferiors com els camps d'alçada, i camps de soroll turbulent semi-aleatori.
L'any 1999, Jos Stam va publicar el mètode "Stable Fluids", que aprofitava una tècnica d'advecció semi-lagrangiana i la integració implícita de la viscositat per proporcionar un comportament incondicionalment estable. Això va permetre passos de temps molt més grans i, per tant, simulacions més ràpides. Aquesta tècnica general va ser ampliada per Ronald Fedkiw i els seus coautors per manejar fum i foc més realistes, així com simulacions complexes d'aigua en 3D utilitzant variants del mètode de nivell. Entre els investigadors notables en aquesta àrea es poden citar, Ron Fedkiw, James F. O'Brien, Mark Carlson, Greg Turk, Robert Bridson, Ken Museth i Jos Stam.

## Programes
Molts programes de gràfics per ordinador en 3D implementen tècniques d'animació de fluids. RealFlow és un paquet comercial autònom que s'ha utilitzat per produir efectes visuals en pel·lícules, programes de televisió, anuncis i jocs. RealFlow implementa partícules implícites de fluid (FLIP; una extensió del mètode Particle-in-cell ), una graella híbrida i un mètode de partícules que permet funcions avançades com l'escuma i l'esprai. Maya i Houdini són uns altres dos programes comercials de gràfics per ordinador en 3D que permeten una animació de fluids. Blender és un programa de gràfics informàtics en 3D de codi obert que va utilitzar un mètode Lattice Boltzmann basat en partícules per animar fluids fins a la integració del projecte Mantaflow de codi obert el 2020 amb una àmplia gamma de variants de solucionador de Navier-Stokes.